# Новосьолово
Новосьолово (рос. Новосёлово) — селище Багратіоновського району, Калінінградської області Росії. Входить до складу Погранічного сільського поселення.
Населення — 716 осіб (2015 рік).